# Бикис, Теофил Карлович
Теофил Карлович Бикис (латыш. Teofils Biķis; 30 августа 1952, Лиепая — 2 ноября 2000, Рига) — латвийский пианист и музыкальный педагог, профессор.

## Биография
Выпускник Рижской средней музыкальной школы им. Э. Дарзиня (класс Ю. Даугуль). Окончил Московскую консерваторию (1975) по классу профессора Льва Власенко, совершенствовался у него и в аспирантуре. В год окончания консерватории разделил первое место на Международном конкурсе пианистов имени Вианы да Мотта в Лиссабоне.
В 1975—1989 гг. преподавал в Новосибирской консерватории, с 1980 г. возглавлял кафедру фортепиано.
В 1989 г. вернулся в Латвию, c 1993 г. заведовал фортепианным отделением Латвийской музыкальной академии им. Я. Витола. Среди учеников В. Шимкус, Ю. Жвиковс, Е. Самойлов, Д. Окунь-Кетлер.
Обладая монументальным музыкальным мышлением и солидным виртуозным аппаратом, в своей концертной практике предпочитал сочинения Бетховена, Равеля, Прокофьева, Стравинского, Арама Хачатуряна. Также успешно исполнял музыку латышских авторов разных поколений: Язепа Витола, Яниса Иванова, Петериса Васкса, Ю. Карлсонса. Гастролировал в СССР (в основном в сибирской части России), Швеции, США.

## Награды
- Почётная грамота Кабинета Министров Латвии (21 января 1998 года)[1]